# BlackBerry
BlackBerry（ブラックベリー）は、カナダのブラックベリー（旧リサーチ・イン・モーション）社が開発した携帯端末と関連するサービスである。中国のTCL集団によるライセンス契約は2020年8月をもって終了した。同時期にスタートアップのオンワードモビリティがブラックベリーよりBlackBerryブランドの5G端末を設計・開発・販売する権利を取得し、5Gのブラックベリーを発売すると予告したものの、会社の閉鎖とともに中止された。

## 概要
1996年に発売された携帯情報端末を起源とし、2002年より音声通話やウェブサイトの閲覧に対応した。2007年にiPhoneが発売される前から存在しており、スマートフォンの元祖ともいえる存在である。
当初は法人向けのビジネスソリューションとして販売されたシリーズで、ネットワークサービスと連携することでモバイル環境下でもオフィスなどと同等のメールやブラウザを利用できる環境を実現できることがコンセプトに置かれた。iPhoneが発売される以前は一般層にスマートフォンが全く普及しておらず、また、BlackBerry端末はセキュリティが高かったことから、主に欧米のビジネスマンの間で使われていた。日本でも約4,000社が導入をしていた。BlackBerry端末を利用したインターネットサービスは、法人向けサービスのBlackBerry Enterprise Service（BES）と、個人・中小企業向けサービスのBlackBerry Internet Service（BIS）の2種類があった。
2010年第1四半期は、BlackBerry端末の全盛期であり、スマートフォン市場における、当時のリサーチ・イン・モーション社のシェアはノキアに次ぐ世界2位だった。携帯電話業界全体におけるベンダー別のシェアでもノキア・サムスン・LGに次ぐ4位だった。アメリカでの全盛期となる2010年9月には、当時のアメリカのスマホ利用者の37％にあたる約2200万人のユーザーがいたという。しかし、それ以降はiPhoneとAndroidの急激なシェア拡大に押されてBlackberry端末のシェアは低下。2011年にはAndroid端末とiPhoneのユーザー数がどちらもBlackberry端末のユーザー数を追い抜く。BlackBerry端末のユーザー数のピークとなる2013年9月には世界で8,500万人が利用していたが、この頃は既にBlackBerry端末のシェアは1.0%であった。
発売当初はBlackBerry端末のOSとしてBlackBerry OSを使用していたが、2013年度をもってBlackBerry OSの開発を終了し、以降のBlackBerry端末のOSはAndroidとなった。ブラックベリー社は2014年より2015年にかけてセキュリティ企業のM&Aを重ね、主な事業はBlackBerry端末の事業から、企業向けのセキュリティソリューションとなった。その後、2016年9月には、中国のTCL集団に「BlackBerry Mobile」の名前でグローバルライセンスを与え、自らはハードウェアの開発・製造から撤退すると発表した。また、2016年時点でもBlackBerryが未だに強いブランド力を持つ一部のローカル市場においては、現地企業とも提携し、インド市場においてはOptiemus Infracom社に「BlackBerry India」の名義によるBlackberry端末の展開のライセンスを与え、インドネシアにおいてはBB Merah Putih社にBlackberryブランドのライセンスを提供した。
TCL集団は2017年から2020年にかけて、日本を含むグローバル市場においてBlackBerry KEYOne、BlackBerry Motion、BlackBerry KEY2などの製品を展開した。TCL集団の製品は日本においては株式会社FOXやKDDIグループ（au）などから販売されている。また、インドネシア市場においてBB Merah Putih社が2017年にBlackBerry Auroraを発売し、インド市場においてBlackBerry Indiaが2018年にBlackBerry Evolve XおよびBlackBerry Evolveを発売した。
2020年2月、TCL集団によるBlackberry端末の製造・販売が2020年8月31日をもって終了するとBlackBerryの公式Twitterが発表した。サポートは2022年8月31日まで継続される。
2020年8月19日、アメリカ合衆国のスタートアップ・オンワードモビリティは、BlackBerryブランドの5G端末を設計・開発・販売する権利をブラックベリーより取得したことを発表した。ブラックベリーと台湾の鴻海精密工業と共同で5G対応の新規製品を開発し、2021年にも発売される予定となっている。
2021年12月、ブラックベリーは独自OSのサポートを2022年1月4日から順次打ち切ると発表した。これにより、同日からAndroid搭載機種を除くBlackBerry端末が正常に作動しなくなる可能性がある。
2022年1月、オンワードモビリティは2021年登場予定だった5G対応BlackBerry端末を発売できなかったことに対し、プロジェクトが生きていることを報告した。
2022年2月、オンワードモビリティの閉鎖とともに5G対応BlackBerryの開発中止を公表した。

## 歴史

### 世界展開
1996年に「Inter@ctive」の名称で発売されたものが、シリーズで最初の製品である。発売当初は、「電子メールの使えるキーボード付き"双方向ポケットベル"」とでもいうべきものであった。
1999年には端末「RIM 850 Wireless Handheld」とともに「BlackBerry Wireless Solution/Enterprise Server software for Microsoft Exchange」を発表。初めてBlackBerryの名称が公に現れる。
2002年には、PDAに小型のキーボードを備え付けた形態となり、端末として初めて「BlackBerry」の名称で発売される。通常のPDAに含まれる住所録やPIM（スケジュール管理）といった機能に加えて、音声通話機能やインターネット上のウェブサイトの閲覧、プッシュ型電子メールやインスタントメッセンジャーにも対応。多機能ではあるが他の携帯電話と違い、端末自体で複雑な設定（接続設定やメール設定、プロキシ設定、トンネリング設定など）をしなくても、社内ネットワークへのセキュアなアクセスやメールの送受信、Webの閲覧、メッセンジャーを使った文字メッセージのやりとり、PIMの同期などが出来る。こうした多機能ながら手軽さが受けた事と、Push型のメールが外出先や自宅での電子メール確認等を容易にしたことなどにより、2004年ユーザー数が200万人を突破するなど、アメリカで急速に普及した。
2007年にはiPhoneシリーズが発売され、この頃よりスマートフォン同士の競争が激化する。BlackBerry端末は他のスマートフォンと違ってQWERTY配列キーボードを搭載した機種が中心であるが、2008年にBlackBerry史上初の折り畳みタイプの機種である「Pearl Flip 8220」を発表、2010年にはQWERTY配列のキーボードとタッチスクリーンが両方搭載された「BlackBerry Torch」を発表するなど、様々なタイプの端末を開発して対抗した。
2009年に第44代アメリカ合衆国大統領に就任するバラク・オバマは、2008年の選挙戦の頃からBlackBerry端末を愛用していた姿で知られた。
2010年代にはビジネスだけでなくコミュニケーションにも力点を置き、TwitterやFacebook、MySpace、mixiといったSNSやGoogleクラウドとの連携なども高めていた。
2013年9月がBlackBerry端末のユーザー数のピークであり、当時世界で8,500万人のBlackBerryユーザーがいた。しかしiPhoneやAndroidなどのシェア拡大に押され、2013年第3四半期の世界シェアは1.0%であった。ただし、同時期のインドネシアでは絶大な人気があり、出荷ベースでの同時期のシェアはサムスン、Smartfrenに続く3位、利用者ベースではインドネシア最大の通信業者Telkomselにおけるスマホ利用者のうち66%にあたる890万人がブラックベリー利用者だった。
2013年1月発売のBlackBerry 10がBlackBerry OSを採用した最後の機種で、2013年度をもってBlackBerry OSの開発を終了。2015年発売のBlackBerry PrivからAndroidをOSとする端末に移行し、日本でもU-mobileから販売開始した。
2016年9月をもってBlackberry端末の開発・製造から撤退。以降は他社が開発した製品のODMをBlackBerryの名義で販売する形式となっている。日本を含む世界市場向けの端末は、中国のTCL集団が製造。またBlackBerry端末が世界で唯一売れているインドネシア市場向けには、同国の端末メーカーBB Merah Putih社と提携し、2017年に「BlackBerry Aurora」を発売している。2018年には、2022年5月現在において最後のBlackBerryである「BlackBerry Key2」が発売された。

### 年表
- 1999年1月19日 - キーボード付き双方向ポケットベルとして発売
- 2002年 - 携帯電話や電子メール、ウェブブラウジング機能などが付いた機種が発売
- 2008年8月 - BlackBerry Bold販売開始
- 2008年9月 - BlackBerry初の折りたたみタイプBlackBerry Pear Flips発売開始
- 2008年10月 欧米向けにタッチスクリーン搭載モデルBlackberry Stormの発売を発表
- 2009年4月1日 - RIM、BlackBerry用アプリ販売／配布サイト「BlackBerry App World」をオープン。
- 2009年6月 - BlackBerry Tour発売
- 2009年10月 - BlackBerry 9700 onix発表
- 2010年8月3日 -タッチパネル+QWERTYキーボード搭載 縦型スライドBlackBerry Torch 9800発表
- 2010年9月27日 - タブレット型端末、PlayBook発表
- 2010年10月18日 - 折りたたみ型QWERTYキー搭載のBlackBerry Style 9670発表
- 2011年4月19日 - BlackBerry タブレット OSを搭載した7インチタブレット端末 PlayBook発売開始
- 2011年8月4日 - BlackBerry OS 7を搭載したBlackBerry Bold 9900/9930、BlackBerry Torch 9810、BlackBerry Torch 9850/9860を発表
- 2011年8月25日 - BlackBerry OS 7を搭載したBlackBerry Curve 9350/9360/9370を発表
- 2013年10月10日 - BlackBerry Messenger（BBM）がAndroidとiPhoneに対応

## 製品

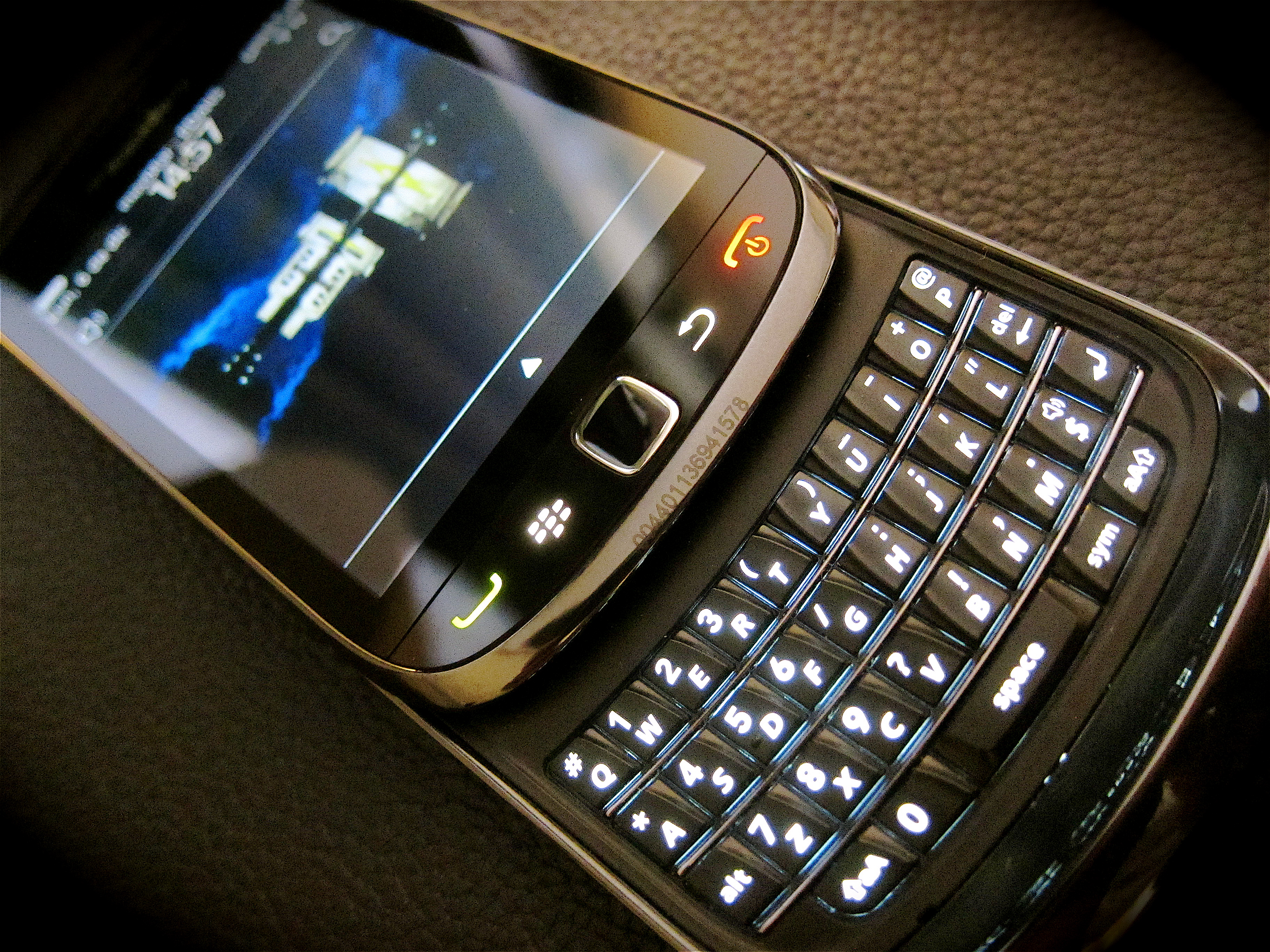
BlackBerry Torch 9800
タッチパネル+スライドキーボード

以下には8000番台以降のBlackBerry端末の型番の一覧を示す。
| 機種         | 型番                                              | 特徴                                                                             |
| ------------ | ------------------------------------------------- | -------------------------------------------------------------------------------- |
| Pearl        | 8100 - 8110 - 8120 - 8130 - Pearl3G               | SUREキーボード                                                                   |
| Pearl Flip   | 8220 - 8230                                       | 2つ折タイプ（SUREキーボード）                                                    |
| 88XX         | 8800 - 8820 - 8830                                |                                                                                  |
| 87XX         | 8700c - 8700r - 8700f 8703e 8707g - 8707h - 8707v |                                                                                  |
| Curve        | 8300 - 8310 - 8320 - 8330 - 8350 - 8900 - 8520    | 2G版スタンダードモデル                                                           |
| Curve 3G     | 9300 - 9330 - 9350 - 9360 - 9370                  | 3G版エントリーモデル                                                             |
| Curve        | 9380                                              | フルタッチパネルタイプ                                                           |
| Bold         | 9000 - 9650 - 9700 - 9780                         | RIMフラッグシップモデル                                                          |
| Bold Touch   | 9900 - 9930                                       | RIMフラッグシップモデル タッチパネル+QWERTYキーボード搭載端末                    |
| Storm        | 9500 - 9510 - 9520 - 9530 - 9550                  | タッチパネルモデル                                                               |
| Tour         | 9630                                              | 3G版スタンダードモデル                                                           |
| Style        | 9670                                              | 折りたたみ+QWERTYキーボード搭載端末                                              |
| Torch+QWERTY | 9800 - 9810                                       | タッチパネルと縦スライドキーボードを組み合わせたタイプ                           |
| Torch        | 9850 - 9860                                       | フルタッチパネルタイプ                                                           |
| PlayBook     | BlackBerry PlayBook                               | 7インチ画面を搭載した、タブレットPC型 BlackBerry端末                             |
| Leap         | BlackBerry Leap                                   | 物理キーボード非搭載のスマートフォン（フルタッチ、ストレート型）                 |
| Classic      | BlackBerry Classic                                | 物理キーボード搭載の3.5インチディスプレイ端末（フルタッチ、ストレート型）        |
| Passport     | BlackBerry Passport                               | 物理キーボード搭載の4.5インチ正方形ディスプレイ端末（フルタッチ、ストレート型）  |
| Priv         | BlackBerry Priv                                   | 物理キーボード搭載の5.4インチディスプレイAndroid端末（フルタッチ、ストレート型） |
| DTEK         | BlackBerry DTEK                                   | 物理キーボード非搭載のAndroid端末（フルタッチ、ストレート型）                    |

### 主要モデル
本来、BlackBerryは上記のような数字による型番で特徴を分けていたが、近年は、そのコンセプトBold、Storm、Curve、Pearlなどの呼び名によって、特徴を分けている。以下の表は、2008年以降に発売された主要モデルの比較表である。また、近年のモデルは、Wi-FiとGPSはほぼ標準で搭載されている。
| 機種                                           | 特徴 | 仕様 | 備考 |
| ---------------------------------------------- | --- | --- | ---- |
| BlackBerry Bold (BlackBerry Bold 9000)         | QWERTY配列キーボード搭載のHSDPAに対応している最上位モデル（フラッグシップモデル）。日本では、NTTドコモより発売されている。 | サイズ114×64×15/136g 通信方式 3G/GSM/GPRS/HSDPA/EDGE                                                                                          |      |
| BlackBerry Storm                               | 全面タッチパネル式端末 | サイズ112.5×62.2×13.95/155g 通信方式 GSM/GPRS/CDMA/EV-DO                                                                                      |      |
| BlackBerry Curve 8900                          | QWERTY配列キーボード搭載のスタンダードモデル。欧米で大人気のモデル。 | サイズ109×60×13.5/109.9g 通信方式 GSM/GPRS/EDGE                                                                                               |      |
| BlackBerry Curve 3G 9330 BlackBerry Curve 9300 | CURVE8900と同様スタンダードモデルであるが、9300はHSDPAにも対応している。音楽再生用のボタンを配置したり、音楽用のオプションを用意するなど、個人向け利用も意識したつくりとなっている。またWi-FiもBlackBerryでは初のIEEE802.11nに対応する。       | サイズ109×60×13.5/104 (9300) 106 (9330) 通信方式 GSM/GPRS/3G/HSDPA。日本でもNTTドコモから発売されている。                                     |      |
| BlackBerry Pearl Flip                          | Sure Typeキーボードを搭載した、BlackBerry初の折りたたみタイプ | サイズ101×50×17.5/102g 通信方式 GSM/GPRS/CDMA2000/EV-DO/EDGE                                                                                  |      |
| BlackBerry Tour                                | QWERTY配列キーボード搭載で3G対応のスタンダードモデル。様々な通信方式に対応している。 | サイズ112×64×14.2/102g 通信方式Quad-Band: 850/ 900/1800/1900MHzGSM/GPRS/EDGE 2100 MHz UMTS/HSPA networks 800/1900 MHz CDMA/EVDO Rev A         |      |
| BlackBerry Bold 9700 BlackBerry Bold 9780      | BlackBerry Boldの後継機、トラックパッドを採用している。日本でもNTTドコモより2010年7月から発売。2011年夏にはその後継モデルで、OS6.0を搭載した、BlackBerry Bold 9780がスペックなどがアップでいて発売予定となっている。デザインや通信仕様は同じ。 | サイズ109×60×14.1/122g 通信方式3G (HSDPA) 2100/1900/850/800 MHz (Bands 1,2,5/6), 2100/1700/900 MHz (Bands 1,4,8) GSM: 1900/1800/900/850 MHz   |      |
| BlackBerry Bold Touch 9900                     | BlackBerry Bold TouchのGlobal GSM/UMTS (3G/4G networks)機。OS7.0を搭載。デザインは9930同じ。 | サイズ115×66×10.5/130g 通信方式 HSDPA+ (14.4 mbps down/5.76mbps up) Quad Band GSM/GPRS/EDGE Tri Band UMTS 1,2,5/6 & 1,4,8                     |      |
| BlackBerry Bold Touch 9930                     | BlackBerry Bold TouchのCDMA Worldphone機、OS7.0を搭載。デザインは9900同じ。 | サイズ115×66×10.5/130g 通信方式 850/1900EV-DO Rev A Quad Band GSM/GPRS/EDGE Dual Band UMTS: Bands 1, 8                                        |      |
| BlackBerry Torch 9800                          | タッチディスプレイとトラックパッド、縦型スライドのQWERTY配列のキーボードを採用。OSは本端末からRIMが新たに開発したマルチタスク対応OS「BlackBerry OS6」を搭載。                                                                                  | サイズ111×62×14.6/161.1g 通信方式3G (HSDPA) 2100/1900/850/800 MHz (Bands 1,2,5/6), 2100/1700/900 MHz (Bands 1,4,8) GSM: 1900/1800/900/850 MHz |      |
| PlayBook                                       | BlackBerryのタブレット型端末となる。OSも本端末用にRIMが独自に開発したマルチタスク対応OS「BlackBerry Tablet OS」を搭載し、7インチの画面にマルチタッチ対応のタッチパネルが搭載されている。Flash Player 10.1にも対応している。                    | 130×193×10 Wi-Fi、Bluetooth（3G検討中） |      |
| BlackBerry Leap                                | | サイズ144×72.8×9.5/170g |      |
| BlackBerry Classic                             | 3.5インチタッチディスプレイとQWERTY配列キーボード、「BlackBerry OS10」搭載。 | サイズ131×72.4×10.2/177g |      |
| BlackBerry Passport                            | 4.5インチ正方形タッチディスプレイとQWERTY配列キーボード、「BlackBerry OS10」搭載。 | サイズ128×90.3×9.3/196g |      |
| BlackBerry Priv                                | 5.4インチタッチディスプレイとQWERTY配列キーボード、Android 5.1搭載。 | サイズ147×77.2×9.4/192g Qualcomm MSM8992 Snapdragon 808                                                                                       |      |
| BlackBerry DTEK50                              | 5.2インチタッチディスプレイ、Android 6.0搭載。 | サイズ147×72.5×7.4/135g Qualcomm MSM8952 Snapdragon 617                                                                                       |      |
| BlackBerry DTEK60                              | 5.5インチタッチディスプレイ、Android 6.0搭載。 | サイズ153.9×75.4×7/165g Qualcomm MSM8996 Snapdragon 820                                                                                       |      |

## BlackBerry ネットワークサービス

### BlackBerry Enterprise Service（BES）
BlackBerryの企業向けソリューションであり、企業の設置するグループウェアであるGroupWiseやLotus Notes、Microsoft Exchange Serverのメールの送受信、PIM（アドレス帳、スケジューラー、ToDo、ドキュメント等）との同期を図ることが出来る。メールにおいては、ほぼリアルタイムでPush受信することができる。また、BlackBerry Enterprise Serverの管理者によって、BlackBerry端末を制御することができる（音声やSMS、メッセージ発着信の禁止、遠隔ロック、遠隔削除、アプリケーションの利用およびインストール禁止など）。
現時点での日本語対応バージョンは v4.1.4Jと v4.1.6　v4.1.7、v5.0.2となる。
なお2010年8月からは、一部機能を絞ってはいるがライセンスフリーで日本語でも利用が可能なBlackBerry Enterprise Server Express version 5.0.2の提供が開始されている。
| 日本語版動作確認環境         | 日本語版動作確認環境 | 日本語版動作確認環境                                                                    |
| 項目                         | 要件                 | 対応バージョン                                                                          |
| ---------------------------- | -------------------- | --------------------------------------------------------------------------------------- |
| BlackBerry Enterprise Server | OS                   | Microsoft Windows Server 2003 SP2（日本語版）                                           |
| Microsoft Exchange           | OS                   | Microsoft Windows Server 2003 SP2（日本語版）                                           |
| Microsoft Exchange           | グループウェア       | * Microsoft Exchange Server2003（日本語版） * Microsoft Exchange Server2007（日本語版） |
| Lotus Notes                  | OS                   | Microsoft Windows Server 2003 SP2（日本語版）                                           |
| Lotus Notes                  | グループウェア       | * IBM Lotus Domino 7.0.1（日本語パック） * IBM Lotus Domino 7.0.3（日本語パック）       |

### BlackBerry Internet Service（BIS）
主に、個人や中小企業を対象としたサービス。BESとは違い、通常のPOPメールやIMAPメール、GmailやHotmail、Yahoo!メール、livedoorメールなどのWebメールが簡易にBlackBerry端末で送受信が出来る。
2010年12月にはspモードに対応し、@docomo.ne.jpのメールアドレスも利用可能となる。
Eメールは、iモードメールのように、メールサーバにメールが着信すると、PUSHでBlackBerry端末に着信する。BlackBerry端末が、各メールサーバへアクセスしているのではなく、BBISといわれるBIS用のサーバーが設定したメールサーバーを巡回し、新着のメッセージがあると、各端末にメールを配信する。BlackBerry Internet Serviceを利用すると通常のPOPメールやWebメールの他に、BlackBerry用のメールアカウント（xxx.blackberry.com）が付与されるため、パソコンを持っていない人でも利用する事も可能となる。その他の機能として、メッセンジャー機能やWebブラウジングなどが出来、更に様々なアプリを利用することが出来る。特に、Googleとの連携が強く、GmailやGoogle Talk、Googleカレンダ、Google Mapsなどとのリモート連携が図れる。メールの設定と署名の設定は、BlackBerry端末上で設定する事が可能であるが、ユーザー名を作っておくことにより、パソコンからBlackBerry設定サイトにアクセスし、メール設定と署名の編集の他に、フィルタの設定を行うことができる。

### BlackBerry Dual Service（BDS）
1つのBlackBerry端末でBlackBerry Enterprise Service（BES）とBlackBerry Internet Service（BIS）ができるサービス。2008年9月より日本ではNTTドコモよりサービスが開始となった。BES用のメールは統合メールアイコンで実施し、BIS用のメールはアカウント毎にメールのアイコンができる。統合メールでもBISメール統合され送受信ができる。ブラウザはBlackBerryブラウザとInternetブラウザとアイコンが2個でき、BlackBerryブラウザはBESにアクセスし、InternetブラウザはBISにアクセスする。ただしBESのITポリシーでBISを使わせないといった設定をしている端末がBlackBerry Dual Serviceを利用しても、BISは利用することはできない。

### 公衆無線LANオプション
NTTドコモのBlackBerry Bold用の公衆無線LANオプションで、月額利用料315円。NTTドコモが提供している公衆無線LANサービスであるdocomo Wi-Fiのエリアで無線LANが利用できる。2011年10月以降は無料で利用可能となる。

### spモードへの対応
iモード用のメールアドレスをスマートフォンで利用するためのISPサービスである、spモードが2010年9月1日より開始された。当初の対応OSはAndroidとWindows Mobile 6.5のみであったが、2010年12月1日よりBlackBerryでも利用が可能となった。ただしBlackBerryでのspモードはメールサービスとWebフィルタのみで、アプリケーションのコンテンツ決済には対応しておらず、spモードを利用した場合でも通常のBlackBerry用のメールと同様、絵文字の送信は可能であるがデコメ絵文字の送信はできない（受信は可）。
BlackBerryでspモードを使う場合でもBlackBerry Internet ServiceかBlackBerry Dual Serviceの契約が必要となる。ただしspモードの対応した2010年12月1日よりBlackBerry Internet ServiceやBlackBerry Dual Serviceは大幅に値下げされたことと、ISPセット割がBlackBerry Internet Serviceに適用されたため、実質料金がそれ以前に比べ高くなるといったことはない。
通信自体はBlackBerry用のAPNへ接続し、メールサーバのみspモードを利用する形態となる。そのため従来のBlackBerryのISPメールと同様に他OSとは違い、WiFiでもメールの送受信が可能である。また、以前はISPメールと同様に数分の受信タイムラグが存在したが、2011年9月中旬にNTTドコモ側のシステムアップデートにより、タイムラグが解消され、iモードメールなどと同様、ほぼリアルタイムでの受信ができるようになっている。
BlackBerryでspモードを利用するためには、docomo service portalといわれるアプリケーションを、ドコモアプリケーションサイトからダウンロードし、そこでBlackBerryメール設定用のIDとパスワードを発行することにより、利用することが可能となる。またこのdocomo Service Portalはspモードの設定のほかに、My docomo IDの再発行や確認、変更なども可能となる。
対応機種はBlackBerry Bold 9700以降の機種が対象となるため、それ以前の機種でiモードメールを利用するためにはiモード.netモバイルモードを利用することにより、なんとかWebメールで利用は可能である。しかしこれはプッシュメールで受信しなかったり、ログインまでに時間がかかるといった不便さがある。
しかし2011年4月26日よりBlackBerry BoldがOS5.0へのバージョンアップがNTTドコモより提供され、BlackBerry Boldでもspモードアプリが利用可能となった。　
2011年9月19日から、SPモードメールの遅延問題は解消している（SPモードアドレスの再設定が必要）。

### BlackBerry Unified Endpoint Management（BlackBerry UEM）
グッド・テクノロジーの買収後、グループウェアのメール送受信、PIMとの同期部分は同社製品のGood ControlとGood Proxyからなる通信基盤であるGood Dynamicsに移行、さらにBlackBerry Dynamicsと改称。Mobile Device Management機能のみをBlackBerry Enterprise Serviceに残し、両者を統合してBlackBerry Unified Endpoint Managementと改称した。
BlackBerry Enterprise Serviceはバージョン12の「BES12」からクラウド版のみとなり、社内ネットワークに導入するオンプレミス製品はBlackBerry Unified Endpoint Managementと役割分担されている。後者のバージョン番号は12.6から開始されている。
従来オンプレミスのBlackBerry Enterprise ServiceとBlackBerry端末の通信を仲介していたネットワークオペレーションセンター(NOC)は、旧グッド・テクノロジー社の設備と統合され、社内ネットワークにあるBlackBerry Unified Endpoint Managementサーバはファイアウォールの外向きの通信のみでネットワークオペレーションセンター（NOC）を経由し、携帯端末と通信することができる。
端末側のアプリケーションは旧グッド・テクノロジー社のGood WorkをBlackBerry Workと改称し、セキュリティを確保したメール送受信やPIM機能に対応している。セキュリティ機能が強化された独自のウェブブラウザは、やはり旧グッド・テクノロジー社のGood Accessを採用している。

## 日本での展開
- 2006年 - 日本の3G（W-CDMA 2100MHz）で通信可能なBlackBerry 8707v、8707gがアジア、ヨーロッパで発売された。日本では、NTTドコモが2006年9月26日からBlackBerry 8707hとともに法人向けサービスBlackBerry Enterprise Service（BES）の販売を開始した[20]。サーバ（BlackBerry Enterprise Server）とのセットで、主に企業向けに提供された。
- 2007年7月 - 日本語の表示および入力機能を備えたOSバージョン4.2.2がリリースされ、日本語環境で利用が可能となった。
- 2008年8月1日 - 個人向けにBlackBerry Internet ServiceもNTTドコモより販売が開始された[21]。
- 2008年9月1日 - BlackBerry Dual Service開始。あわせてBlackBerryデータ通信パック開始。
- 2009年1月 - NTTドコモUSAがアメリカ在住日本人向けに「携帯電話らくらく購入サービス」としてT-Mobile USAの日本語対応BlackBerryの販売を開始した[22]。
- 2009年2月20日 - BlackBerry Boldといわれるハイスピード（HSDPA）対応、iTunesとの連携がとれる機種の日本発売。あわせてBiz・ホーダイダブル対応開始。
- 2009年2月27日 - BlackBerry Boldが発熱の不具合報告があり販売を一時中止。
- 2009年4月1日 - BlackBerryのブラウザを使ってのiモードメールの送受信を行うためのツールとして、iモード.netモバイルモードサービスが始まる。
- 2009年4月7日 - BlackBerry Boldの不具合を修正するソフトウエア更新開始。
- 2009年4月10日 - BlackBerry Boldの販売を再開。
- 2009年6月1日 - BlackBerry無線LANオプションサービススタート
- 2009年9月4日 - BlackBerry Boldのファーム更改 不具合解消及び機能拡張（メニューキーの長押しで、タスクの切り替え。BlackBerry Mapの日本閲覧等）
- 2009年10月6日 - BlackBerry用有料アプリ NTTドコモから提供開始[23]
- 2009年10月9日 - BlackBerry Messenger がバージョンアップ
- 2009年10月20日 - micro SDを使った 新しい電話帳コピーツールリリース
- 2009年11月1日 BlackBerry公衆無線LANサービス6ヶ月無料キャンペーン[24]
- 2009年12月3日 - BlackBerry Boldのホワイト 1万台限定で発売開始[25]
- 2010年4月1日 - Biz・ホーダイダブルとパケ・ホーダイダブルが統合されiモードとSIMカードの差し替えが可能に TCP/IP設定でも128K通信が定額で利用可能となる。
- 2010年5月18日のNTTドコモ商品発表会でドコモ スマートフォン BlackBerry Bold 9700が7月以降に発売されることが発表された。[26]
- 2010年6月1日 - 日本でBlackBerryのアプリケーションのポータルである「BlackBerry App World」の利用が開始。
- 2010年7月30日 - ドコモ スマートフォンシリーズ BlackBerry Bold 9700の発売開始。
- 2010年8月 - BlackBerry Enterprise Serverの無料サービスであるBlackBerry Enterprise Server Express の提供を開始。[27]
- 2010年8月 - BlackBerry App World v2.0がリリース開始。日本でもApp Worldの有料のアプリケーションがクレジットカードで利用可能となる。
- 2010年12月1日 - spモードメール対応、BlackBerry利用料金の大幅値下げ、Webフィルタリング開始。
- 2010年12月1日 - ドコモ スマートフォンシリーズとして、BlackBerry Curve 9300が発売開始。
- 2011年4月26日 - BlackBerry BoldのOS5.0へのバージョンアップが提供された。またそれによりBlackBerry Boldでのspモードメールが利用可能となる。
- 2011年5月16日 - BlackBerry Bold 9780の日本での発売がNTTドコモより発表される。
- 2011年6月29日 - BlackBerry Bold 9780がNTTドコモより発売開始。
- 2012年3月30日 - BlackBerry Bold 9900がNTTドコモより発売。
- 2012年9月5日 - BlackBerry Bold 9900の新色モデル（Pure White）がNTTドコモより発売。
- 2013年12月11日 - Blackberry 9900の最終販売を終了。
- 2014年5月20日 - ドコモが法人向けモバイル管理大手グッド・テクノロジーの販売代理店となることを発表[28]。
- 2015年8月11日 - エックスモバイルが自社のMVNO『もしもシークス』向けにBlackBerry Classicを同年9月から販売すると発表[29]。
- 2015年9月4日 - グッド・テクノロジー社の買収合意を発表[30]。ドコモはBlackBerryブランドでグッド・テクノロジー社のモバイル管理ソリューションを販売継続[31]。
- 2015年11月30日 - ドコモはブラックベリーサービス（BlackBerry Enterprise Service、BlackBerry Internet Service、BlackBerry Dual Service）の新規受付を終了した。
- 2016年3月29日 - 日本でAndroidをOSとする携帯端末BlackBerry PrivをU-mobileから販売開始[12]。
- 2016年7月27日 - 日本で法人向けソフトウェア事業の再開を発表[32]。
- 2017年3月31日 - ドコモがブラックベリーサービスを終了した[33]（端末そのものが使えなくなったわけではない）。ただし、旧グッド・テクノロジー製品と統合されたBlackBerry Unified Endpoint Managementおよびその携帯端末側ソフトウェアであるGood Work（BlackBerry Workに改称）の販売は継続された[34]。
- 2017年6月29日 - TCLコミュニケーションの正規代理店である株式会社FOXから、BlackBerry KEYoneがビックカメラを含む実店舗にて販売されることが発表された[35]。
- 2018年6月10日 - FOXから、BlackBerry KEY2の日本モデル、BBF100-8およびBBF100-9の販売が発表された[36]。
- 2018年8月31日 - KDDIと沖縄セルラーが、BlackBerry KEY2 Blackを9月7日から発売すると発表した[37][38]。

## 日本で販売されている端末

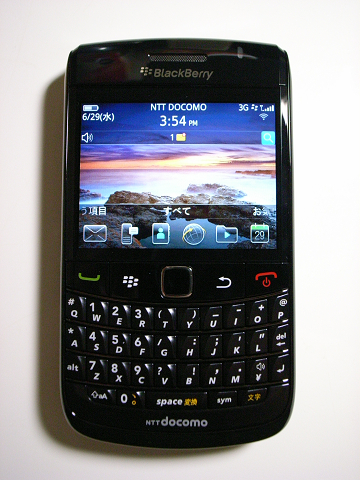
BlackBerry Bold 9780

2013年8月現在、日本国内で販売されている機種は、BlackBerry 9900である。BlackBerryのSIMフリー端末も日本国内で利用可能である。2016年12月現在、株式会社FOXが日本国内向けに技術基準適合認定を取得したAndroidのSIMフリー端末販売している。

### BlackBerry 8707h
日本で初めて販売された機種。メーカーブランドとして販売されている。

### BlackBerry Bold（ブラックベリーボールド）
ドコモブランドで初めて販売された。BlackBerry端末となる。
2011年4月にはOS5.0へのバージョンアップがドコモより提供された。（BlackBerry Bold 9000）

### BlackBerry Bold 9700
BlackBerry Boldの後継機種で、日本ではNTTドコモより、2010年7月30日からドコモ スマートフォンシリーズとして発売が開始されている。BlackBerryOSが4.6から5.0にバージョンアップし、iモード絵文字やゴシック体のフォントが利用できるようになった。2010年12月1日よりspモードのメールが対応し、@docomo.ne.jpドメインが利用できる。
本端末よりビジネス重視から、コミュニケーション重視に転換し、メッセンジャー機能を強化し、mixiやTwitter、Facebook、MySpaceといったSNSや、BlackBerryメッセンジャーやFlickr等の画像の共有などの連携機能を強化している。
メモリを増強したことにより、レンダリングの速度などが速くなっている。また、BlackBerry App Worldもプリインストールされている。

### BlackBerry Curve 9300
日本で発売される初めてのBlackBerry Curveシリーズの端末となる。
OSや機能面や搭載されているアプリケーションはBold9700とほぼ同じだが、液晶の解像度やカメラの画素をBoldシリーズよりも落とし、価格を下げ、気軽に購入できるようにしたモデルとなる。
形状もBlackBerry Bold 9700などと同様にストレート型、QWERTY配列キーボード採用の端末であるが、音楽再生用のメディアボタンを端末上部に配置し、より個人でも楽しめる端末となっている。
2010年12月1日より発売開始となり、BlackBerryのspモードが発売開始日より利用可能となる。

### BlackBerry Bold 9780
BlackBerry Bold 9700の後継機種となる。筐体のデザイン、見た目はほとんどかわらないが、OSにBlackBerry OS 6.0を搭載し、メモリーやCPU、カメラ性能などが向上している。更にブラウザではWebkitベースのものを採用し、Webの閲覧などが快適になっている。
日本で発売されるBlackBerryでは初のSIMロック解除対応端末となっている。

### BlackBerry Bold 9900
HSPA 下り14Mbps 上り5.7Mbpsに対応。またQWERTY配列キーボードのほか、ディスプレーもフルタッチパネルを搭載している。OSはBlackBerry OS 7.0となりインターフェースも刷新されている。CPUもSnapdragon1.2GHzを搭載

### BlackBerry Priv
スライド式QWERTY配列キーボードをもつAndroid 5.1.1搭載のSIMフリー端末。5.4インチ2560 x 1440ピクセルのフルタッチパネルを搭載している。

## アプリケーション
BlackBerryアプリケーションはRIMより開発キットやマニュアルが公開されており、 原則自由に開発が可能である。

### BlackBerry App World
RIMでも2009年4月1日にBlackBerry用のアプリケーションの配布用のサイト「BlackBerry App World」を開設しBlackBerry用のアプリケーションの配布を始めている。 当初はアメリカ、イギリス、カナダ向けとする対応であった。
2010年6月より日本でも無料版の提供が開始された。
2010年8月にはApp Worldのバージョンが2.00へあがり、日本でも有料アプリケーションの購入が可能となった。有料アプリケーションの支払い方法は、クレジットカードのほか、PayPalでの利用も可能となっている。
2012年2月時点で60,000以上のアプリを配布し、1日約100万のダウンロードがある。有料アプリの売り上げのうち8割は開発者の取り分となる。アプリの種類は、本、株価ツール、ニュース、スポーツ、地図、ビジネスツール、コミュニケーションツール、ゲーム、テーマ等がある。
BlackBerry App Worldでダウンロードしたアプリケーションの履歴は、My Worldといわれるダウンロード履歴に保存され、一度ダウンロードしたアプリケーションは、同じユーザー名でログインすれば、端末を変えたり、端末を初期化したとしても、再度無料でダウンロードしたり、PCから取り込むことが可能となる。
2010年10月より、Ver.2.01版が公開され、有料アプリケーションが日本円で購入可能となっている。
2011年02月より、日本語版BlackBerry AppWorldの配信が開始された。
2011年9月より、Ver.3.0版が公開され、インターフェイスを一新し、「マイアカウント」も導入された。

### その他アプリケーションポータル
App Worldのほかにも、サードパーティーのポータルであるBerryStore（ベリーストア） やクラックベリーなどでダウンロードや、PCからの取り込み、利用することが可能である。そのほかのサイトでも公開されている。
NTTドコモのサイトでも、「ドコモスマートフォンアプリサイト」といわれる、アプリケーションマーケットが立ち上がり、産経新聞アプリ、NAVITIME、My docomo、mixi、spモードといった日本語が中心のアプリケーションやテーマ、壁紙などが配信されている。2009年10月6日からは、有料版のアプリも提供された。
その他に任意のサイトからダウンロードすることができる。最近ではiモードメール等へ絵文字の送受信ができるアドインアプリなども提供されている。

### 主なアプリケーション
標準搭載
- メール - プッシュ型のEメールをサポートする。POP、IMAP対応のプロバイダのメールであれば概ね対応する。また@xxx.blackberry.comのアカウントのメールが無料で付与される。
- BlackBerryメッセンジャー - 1対1やグループでチャットができる。また新着のメッセージは着信通知がある。
- 地図 - BlackBerry Mapといわれる地図アプリケーション。
- ブラウザ - JavaScriptに対応したブラウザが標準で搭載されている。Play BookではFlash PlayerやHTML5にも対応し始めている。BlackBerry OS 6からはWebKitベースのブラウザとなっている。
- メディアプレーヤー - 動画や音楽の再生アプリケーションで、YouTubeなどを試聴する際などにも使用される。
- カレンダー - Exchange ServerやGoogleカレンダーなどとも連携をとることができる。
- Twitter - RIM社がサポートするTwitterアプリケーション
- Facebook - RIM社がサポートするFacebookアプリケーション

サードパーティー
- Google Maps - Google MapのBlackBerry版　ストリートビューやLatitudeにも対応する。
- Google Talk - Googleのチャットアプリケーション
- Windows Live Messenger - MSNのメッセンジャー
- Gmail - 標準のメーラでもGmailは利用可能だが、こちらを使うと、ラベルの管理などもできる
- Evernote

## デスクトップソフトウェア
BlackBerryデスクトップソフトウェアとは主にBlackBerry端末とPCを接続するためのソフトウェアである。BlackBerry端末に同梱のCDか、BlackBerryダウンロードサイト からダウンロードすることが可能。WindowsPCと接続する際はデスクトップマネージャー、 Macintoshとの接続の際はデスクトップソフトウェアfor macというソフトウェアを利用する。接続にはUSBケーブルで接続するのが通常だが、Bluetoothやシリアルを使って同期をとることも可能。日本語版の最新は「BlackBerry Desktop Software v4.6」であったが、2009年9月よりv5.0が、2010年8月にはv6.0が公開されている。

### デスクトップソフトウェアの機能
EメールやPIM・カレンダとの同期
Outlook等オーガナイザーのメールやアドレス帳、スケジュール、ToDoとの同期が取れる。
| デスクトップマネージャー対応オーガナイザー                  |
| ----------------------------------------------------------- |
| GroupWise 6.5, 7.0                                          |
| Lotus Notes 6.0, 6.5, 7.0, 8.0                              |
| MS Outlook 2002, 2003, 2007, 2010                           |
| MS Outlook Express 6, Windows Contacts (Vista Address Book) |
| Yahoo! PIM                                                  |

| （desktop softwawre for Mac）対応オーガナイザー          |
| -------------------------------------------------------- |
| Mail.app Email                                           |
| Entourage® Email, Contacts, Calendar, Tasks and Notes    |
| Address Book Contacts                                    |
| iCal® Calendar and Tasks                                 |
| Now Contact®/Now Up-To-Date® Contacts, Calendars & Tasks |
| Meeting Maker Contacts, Calendar, and Tasks              |
| Lotus Notes Contacts, Calendar, and Tasks                |
| Safari Bookmarks (One-Way sync)                          |

アプリケーションのインストール
BlackBerry用のソフトウェアを一度PCにダウンロードしたのち、デスクトップソフトウェアを介してBlackBerry端末にインストールをする。端末自体でもアプリケーションをダウンロード可能。
OS（デスクトップソフトウェア）のバージョンアップ（バージョンダウン）
BlackBerryのOS（デスクトップソフトウェア）のバージョンアップ等を行うことができる。最新OSはBlackBerryサイトからダウンロードが可能。日本語版はNTTドコモスマートフォンサイトからダウンロード可能。バージョンアップだけでなく、OSそのもののインストール（バージョンダウン）も可能。
バックアップと復元
BlackBerry端末上のサービスブック、アプリケーション等をPC上にバックアップ、復元をすることができる。バックアップは一括バックアップ、アプリケーション毎にバックアップが取れる詳細バックアップとある。
ファイルの取り込み
デスクトップソフトウェアのアドインソフトであるROXIOメディアマネージャーを使い、PC上からBlackBerryの端末に画像や音声ファイル、Microsoft OfficeファイルなどをPC上からインポート、エクスポートすることができる。Media Syncというアプリケーションを使い、iTunesと同期をとることも可能である。
BlackBerry Enterprise Serverとの同期、アクティベーション
BlackBerry Enterprise Serviceを利用する際のアクティベーションは基本的にはワイヤレスで行う（Enterprise Actibation）のが通常だが、BlackBerry Enterprise Serverと同じセグメントにあるPCとUSB等で接続すると、アクティベーションをすることができる。これを利用するとパケット代が発生しないのと、エンタープライズアクティベーションよりも安定してアクティベーションが可能となる。
音楽の同期
デスクトップソフトウェアを経由しPC上のiTunesやWindows Media Playerといった音楽や動画アプリケーションと同期をとることが可能となる。その他にメディアマネージャーというアプリケーションを使うことで、BlackBerryに最適化された画像をPCからBlackBerryに移行させることができる。

## その他
- フランスでは、政府が閣僚に対してBlackBerryの使用を禁止している[48]。これは、BlackBerryから送信された電子メールがイギリスやアメリカのサーバを通じて送信されるため、機密情報が流出するとの懸念からである。しかし、暗号化されたメールの内容は解読できないという見解もある。アメリカ合衆国大統領であったバラク・オバマも同様の理由で端末の使用を問題視されたが、当時は個人的なメールに限るとの制約付きで使用していた。
- アラブ首長国連邦ではBlackBerryの通信はRIMが管理している上暗号化が高すぎ、当局が通信の監視ができないといった理由で、2010年10月11日以降利用を禁止すると発表している。[49]
- RIMがプリークネスステークスの公式スポンサーとなり、レース名がブラックベリープリークネスステークスとなった。